# Artabano da Pérsia
Artabano ou Artabanes da Hircânia (em grego: Ἁρτάβανος; romaniz.: Artábanos; em latim: Artabanus), mais conhecido como Artabano da Pérsia, foi um político, militar e nobre persa que serviu os xás aquemênidas Dario I e Xerxes I. Foi ministro de guerra do xá Xerxes I durante as Guerras Médicas e a batalha de Maratona.

## Nome
Artabano (Artabanus; Ἁρτάβανος, Artábanos) ou Artabanes (Artabanus; Ἀρταβάνης, Artabanēs) são as formas latina e grega do persa antigo Artabanu (*Arta-bānu), "a glória de Arta". Foi registrado em parta e persa média como Ardavã (em persa médio: 𐭓𐭕𐭐𐭍, Ardawān),, em acadiano como Atarbanus (Atarbanuš), em elamita como Irtabanus (Irtabanuš), em aramaico como Artebenu (‘rtbnw), em lídio como Artabana (Artabãna), em armênio como Artavã (Արտաւան, Artawān) e em persa novo como Ardavã (em persa: اردوان, Ardavan).

## Biografia

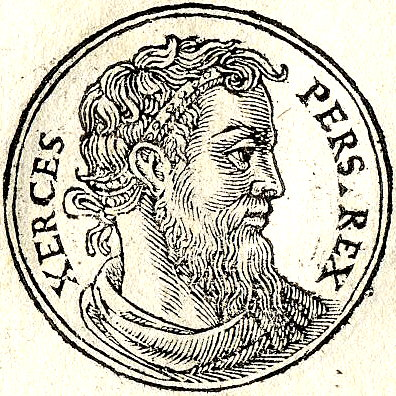
Xerxes I, xá da Pérsia e faraó do Egito, teria sido, segundo historiadores, assassinado por Artabano.

Artabano nasceu na Hircânia que pertencia ao império Aquemênida. Ele foi um dos nobres que serviu o xá Dario como militar e político até sua morte. De acordo com Aristóteles, Artabano foi responsável pela morte do príncipe herdeiro Dario que era filho de Dario I. Xerxes, que não era o filho mais velho de Dario, assumiu o trono de seu pai e conquistou o título de faraó do Egito. Eles lutaram juntos contra os gregos nas Guerras Médicas, lutaram contra Leônidas de Esparta em Termópilas. Xerxes obteve a vitória, porém foi derrotado pelos gregos mais tarde. Acredita-se que Artabano teria assassinado Xerxes em 466 ou 465 a.C. Após o assassinato de Xerxes, Artabano foi durante um pequeno período regente do jovem xá Artaxerxes I, que só assumiu o trono persa em 464 a.C.